# 天主教貝盧諾-費爾特雷教區
天主教貝盧諾-費爾特雷教區（拉丁語：Dioecesis Bellunensis-Feltrensis）是天主教會在義大利的一個教區。屬威尼斯宗主教區。
根據15至16世紀的文獻記載，貝盧諾教區在2世紀成立。而第一有文物記錄的主教出現6世紀。費爾特雷教區的第一位有文獻記載的主教則出現於579年。
1818年5月1日兩個教區合併。1986年9月30日成立新的教區並易名至今。

## 現況
教區範圍包括貝盧諾省大部份地區，2012年有教友187,300人，佔轄區總人口100.0%。教區下轄158個堂區，有200名司鐸。現任教區主教為若瑟·安德里克。